# Shailene Woodley
 Der er for få eller ingen kildehenvisninger i denne artikel, hvilket er et problem. Du kan hjælpe ved at angive troværdige kilder til de påstande, som fremføres i artiklen.

Shailene Diann Woodley (født 15. november 1991 i San Bernardino County, Californien) er en amerikansk skuespiller. Woodley er bedst kendt for rollerne Tris Prior i Divergent-serien, og Hazel Grace Lancaster i En flænge i himlen (The Fault In Our Stars). Hendes første hovedrolle var i tv-serien Mit liv som teenager (The Secret Life of the American Teenager), hvor hun spillede Amy Juergens, en gravid teenager.